# 埃里克斯·康富特
埃里克斯·康富特（1920年2月10日—2000年3月26日）是一位英国科学家，专攻老人學和貝類學，还是一位性解放主义者和良心拒服兵役者，主要作品有《衰老的生物学》（Ageing – the Biology of Senescence）、《性的欢愉》（The Joy of Sex）等。